# Elle
Elle – ogólnoświatowy magazyn o tematyce związanej z kobietami, będący własnością francuskiej grupy Lagardère. Główne tematy to zdrowie, moda, uroda i rozrywka. Został założony przez Pierre’a Lazareffa i jego żonę Hélène Gordon w 1945. Tytuł po francusku znaczy „ona”.
W 1981 Daniel Filipacchi i Jean-Luc Lagardère po zakupie magazynu Hachette rozpoczęli wydawanie magazynu w USA z 25 zagranicznymi redaktorami.
Obecnie jest to jeden z największych magazynów o modzie z 39 zagranicznymi wydaniami w ponad 60 krajach i wielu językach (angielski, chiński, czeski, duński, francuski, niemiecki, grecki, węgierski, włoski, japoński, koreański, norweski, polski, portugalski, rosyjski, słoweński, hiszpański, szwedzki, turecki). Technicznie „Elle” jest marką globalnej sieci skupiającej ponad 20 stron internetowych.
Średnia wieku czytelników „Elle” to 34,7 lat. 73% czytelników prenumeruje magazyn. „Elle” jest jedynym magazynem, którego sprzedaż rośnie od ostatnich 5 lat, zwłaszcza w pierwszej połowie 2006 kiedy wzrosła o 16%. Strony internetowe „Elle” odwiedza jednocześnie ponad 1 milion gości, a 26 milionów w ciągu miesiąca. Liczba czytelników sięga 4,8 miliona. Znaczącą większość czytelników „Elle” stanowią kobiety (82%) pomiędzy 18 a 49 rokiem życia, 40% to samotni, a średni dochód czytelnika to 69 973$ rocznie. „Nasi czytelnicy są dostatecznie młodzi, aby myśleć o życiu jak o przygodzie i dostatecznie starzy, aby mieć pieniądze, aby to zrealizować” – powiedział Robbie Myers, redaktor naczelny.